# 생시르쉬르메르

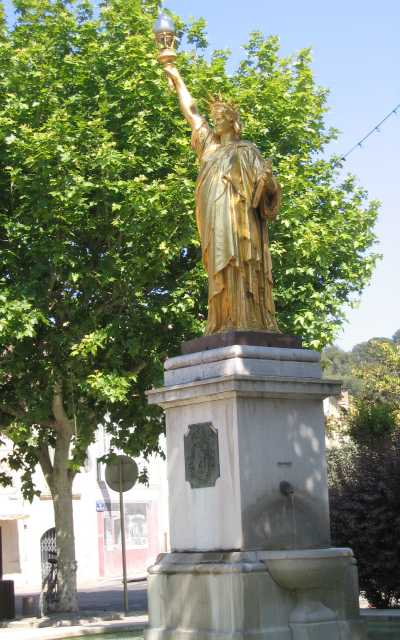
생시르쉬르메르에 세워진 자유의 여신상 레플리카

생시르쉬르메르(프랑스어: Saint-Cyr-sur-Mer, 프랑스어 발음: [sɛ̃ siʁ syʁ mɛʁ])는 프랑스 프로방스알프코트다쥐르 바르주에 위치한 도시로 면적은 21.15km2, 인구는 11,972명(2006년 기준), 인구 밀도는 570명/km2이다.
지중해 연안과 접하고 있고 도시 안에는 항만, 해변 리조트가 들어서 있다. 도시의 주요 산업은 농업, 관광업이며 과일, 채소, 올리브, 포도주가 생산된다.

시 문장

## 자매 도시
- 독일 덴츨링겐
- 이탈리아 치타델라피에베

## 같이 보기
- 바르주의 코뮌 목록